# Marble Arch

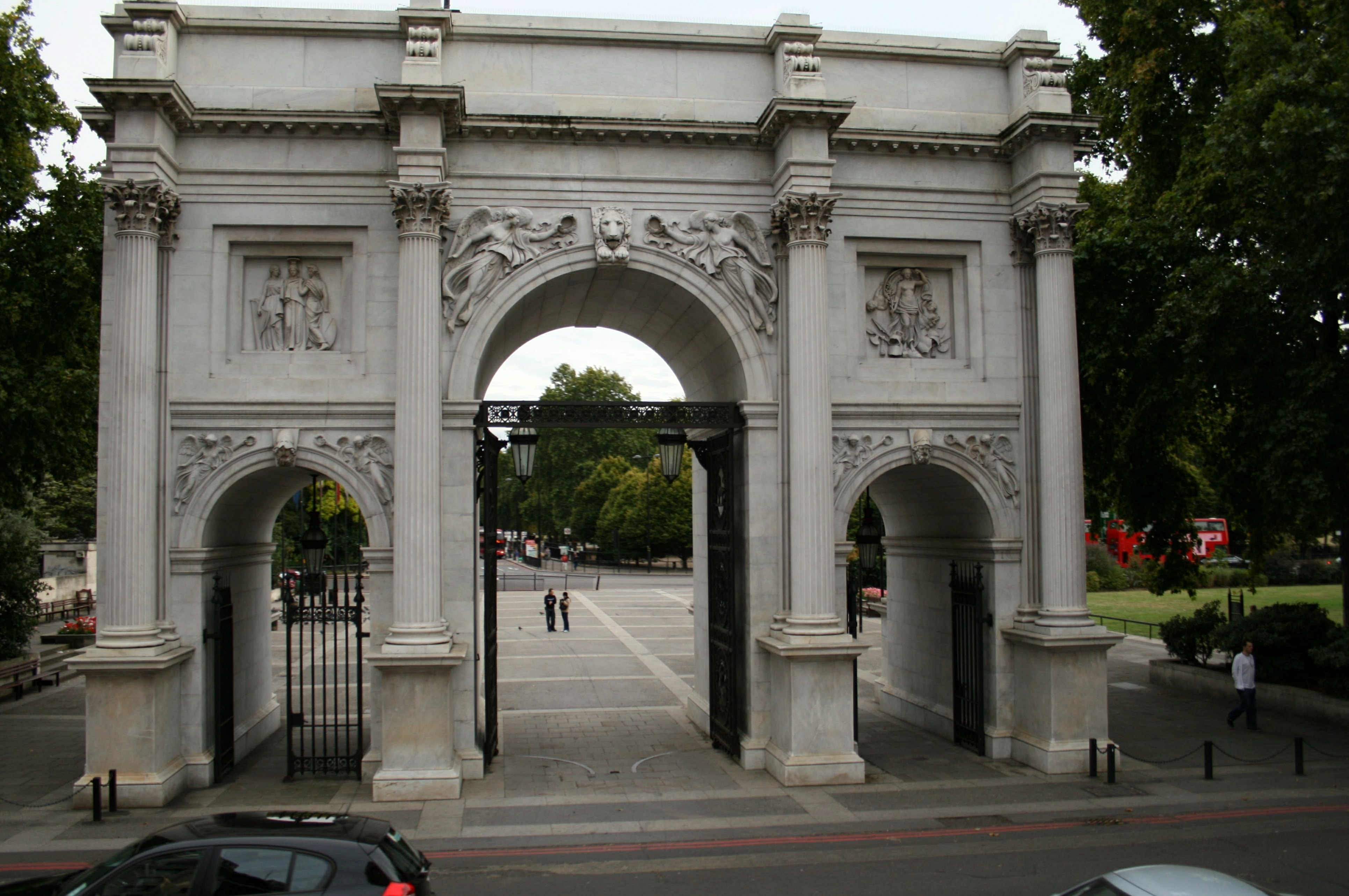
Marble Arch idag, nära Speakers' Corner i Hyde Park.

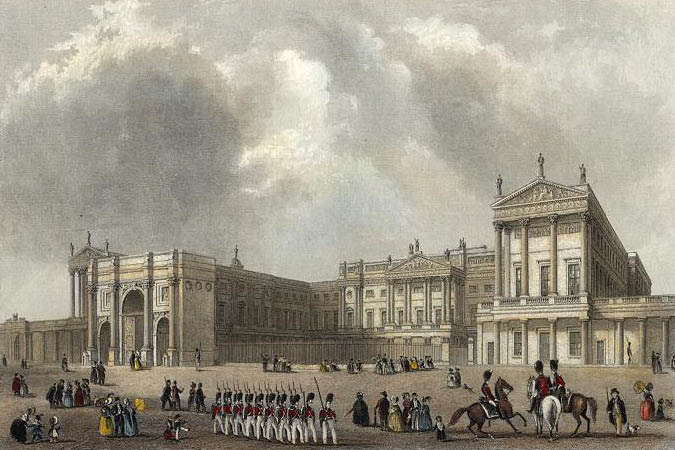
Marble Arch restes ursprungligen på The Mall, som en port till det ombyggda Buckingham Palace.

Se även Marble Arch (tunnelbanestation).
Marble Arch är ett monument i vit carraramarmor, beläget nära Speakers' Corner i Hyde Park, i den västra delen av Oxford Street i London, nära tunnelbanestationen med samma namn. 

## Beskrivning
Marble Arch ritades av John Nash 1828 med Konstantinbågen i Rom som förebild. Marble Arch restes ursprungligen på The Mall, som en port till det av Nash ombyggda Buckingham Palace, tidigare Buckingham House, men triumfbågen flyttades 1851. Vissa menar att det var för att den var för trång för den kungliga vagnen, medan andra menar att den flyttades för att ge plats åt den östra flygeln. Det är möjligt att Marble Arch än en gång kommer att flyttas.
Inuti bågen finns tre mindre rum som användes som polisstation fram till 1950.
Vissa skulpturer som var avsedda för triumfbågen hamnade på National Gallerys fasad på grund av Nashs ekonomiska problem. Särskilt de högst upp på den östra fasaden mittemot Edith Cavell memorial (Britannia) och ovan den gamla huvudentrén under portiken. Dessa var avsedda att representera Hertigen av Wellingtons fälttåg; dessa skulpturer omfattar tillbakalutade personifikationer av Europa och Asien/Indien, med en blank rundel mellan. Hade triumfbågen färdigställts så som den hade planerats hade hertigen av Wellingtons ansikte avbildats i rundeln.
Triumfbågen står nära platsen för Tyburns galge (ibland kallad ”Tyburn Tree”), en offentlig avrättningsplats mellan 1388 och 1793. På platsen fanns en gång Londons största filmduk, Odeon Marble Arch. Den var 18,3 m och visade 70 mm-filmer. 
Den enda trafik som tillåts genom triumfbågen är medlemmar ur kungafamiljen och King's Troop, Royal Horse Artillery.
Området kring bågen utgör en stor vägkorsning som knyter samman Oxford Street i öster, Park Lane (A4202) i söder Bayswater Road (A402) i väster och Edgware Road (A5) i nordväst. Den korta vägen norr om triumfbågen kallas också Marble Arch.